# Olallamys
Олалламис (Olallamys)  — рід гризунів родини Ехімісові. Види, що утворюють рід мешкають у Андах Колумбії та Венесуели вище 2000 метрів над рівнем моря.

## Етимологія
Рід названий в честь Альфонсо Мануель Олалла, ісп. Alfonso Manuel Olalla ,(дат не знайдено), найвиднішого члена сім'ї колекціонерів тварин, яка також включала його братів Мануеля, Рамона, й Розаліно. Їхній батько, Карлос Олалла, еквадорець, розпочав цей сімейний бізнес, і він і його сини збирали птахів і ссавців у басейні річки Амазонки з 1922 до кінця 1960-х. Альфонсо пізніше переїхав до Бразилії і зробив великі колекції для Американського музею природної історії (Нью-Йорк), Польового музею (Чикаго), і Королівського музею природної історії (Стокгольм, Швеція).

## Морфологія
Морфометрія. Повна довжина: 180-240 мм.
Опис. Ці щури менші ніж Dactylomys. Хутро м'яке без колючок чи щетини. Верхня частина тіла деякого відтінку червонувато-коричневого. Нижня частина тіла від білого до жовтого. Хвіст рідко вкритий волоссям, слабко двоколірний, блідіший на кінці.

## Систематика
- Рід Olallamys
  - Вид Olallamys albicauda (Білохвостий щур Олалли)
  - Вид Olallamys edax (Пожадливий щур Олалли)